# سارومات

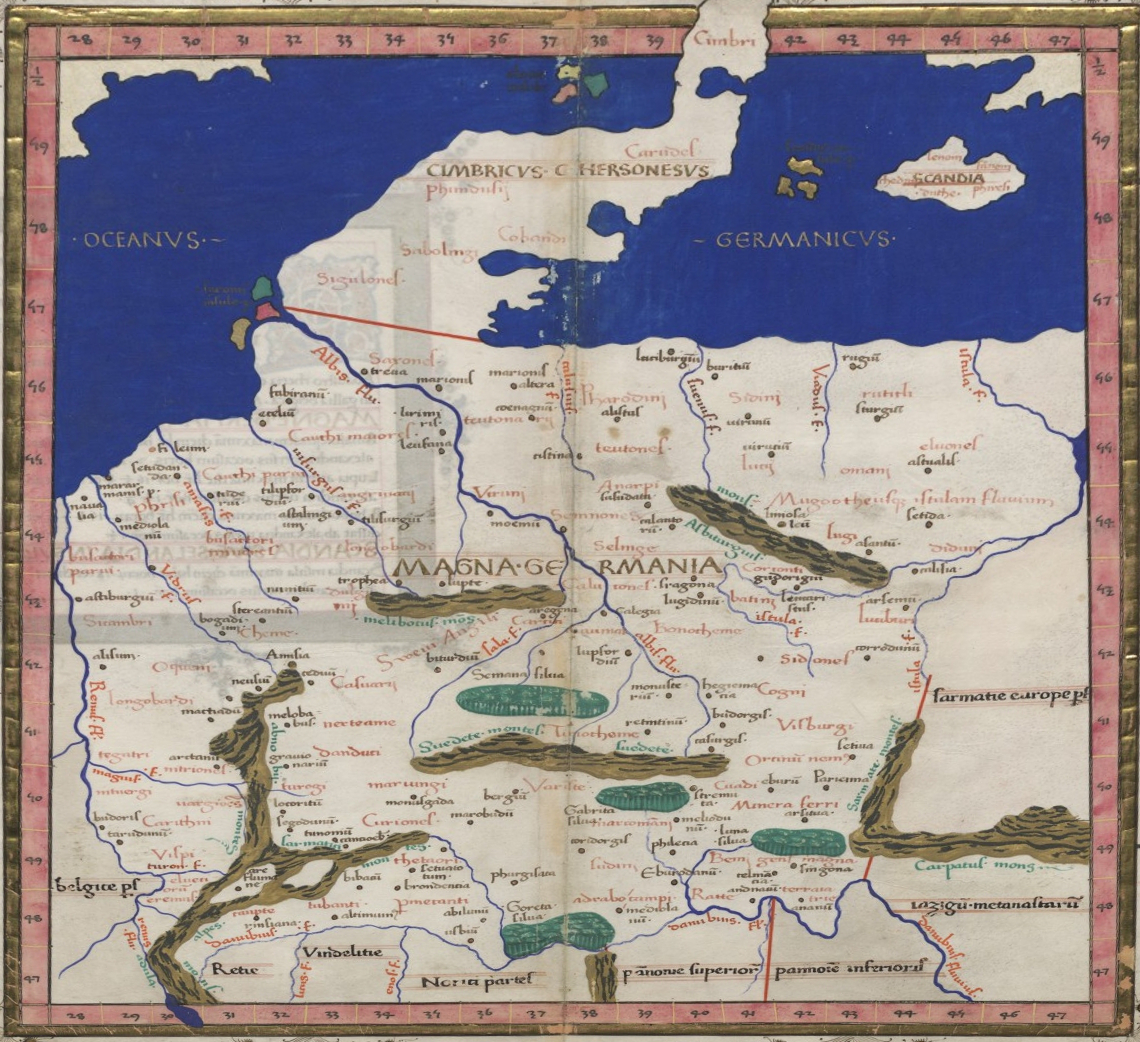
در جغرافیای بطلمیوس نام بخش پیشین رشته کوه‌های کارپات، کوهستان سرمت آمده است و نام بخش شرقی-غربی کارپات. سرزمین سلمستان اروپایی نیز در غرب سلمستان آسیایی و شرق ژرمانیا در اینجا نگاشته شده است

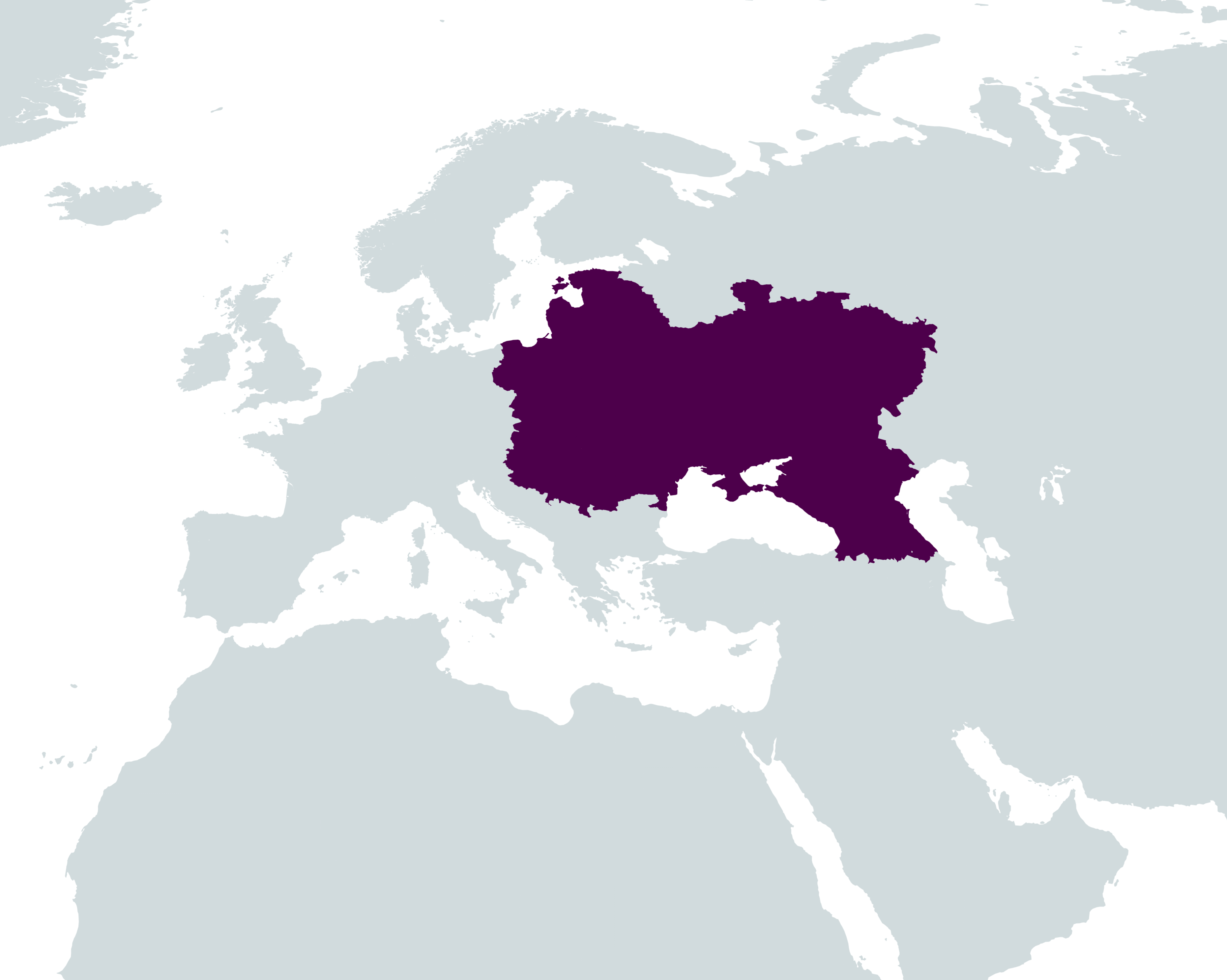
محدوده تقریبی سلمستان، که از غرب هم‌مرز با رود ویستولا تا دهانه دانوب بود و از سمت شرق تا رود ولگا را در بر می‌گرفت و با سواحل دریاهای سیاه و خزر و همچنین قفقاز از جنوب همسایه بود.

سَلمِستان یا سرمستان، نام سرزمینی است که در آن گروهی از سکاها به نام سرمت‌ها زندگی می‌کردند.
منشأ سرمت‌ها بخش‌های مرکزی استپ اوراسیا بود و آن‌ها بخشی مردم سکا بودند. آن‌ها در حدود قرن چهارم و سوم پ. م شروع به مهاجرت به سمت غرب کردند و تا سال ۲۰۰ پ. م بر سکاهای آن سرزمین تسلط یافتند. بزرگ‌ترین گستره سرزمین آن‌ها، در حدود سال ۱۰۰ پ. م بود، سرزمین آن‌ها از رودخانه ویستولا تا دهانه دانوب و در شرق تا ولگا، در همسایگی سواحل .دریای سیاه و خزر و همچنین سرزمین قفقاز در جنوب، بودند قلمرو آنها که در نزد قوم شناسان یونانی - رومی Sarmatia شناخته می‌شد و شامل بخش غربی سرزمین سکاها (شامل اوکراین مرکزی امروزی، اوکراین جنوب شرقی، روسیه جنوبی، مناطق ولگا و اورال جنوبی، همچنین به میزان کمتری در شمال شرقی بالکان و اطراف مولداوی) بود.
بر پایه کتاب جغرافی بطلمیوس، جغرافیدان پرآوازه یونانی، دو کشور سلمستان وجود داشت. سلمستان آسیایی و سلمستان اروپایی، که این یکی تقریباً همان است که در آینده دوک نشین بزرگ لیتوانی نام گرفت.

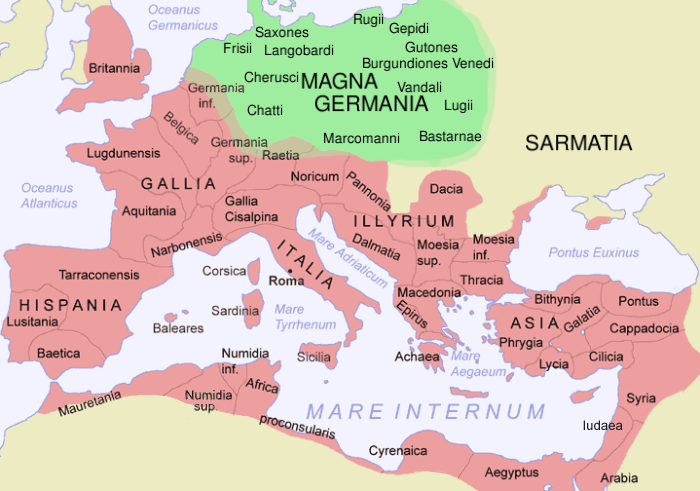
نقشه امپراتوری روم و سرمتیه (سلمستان) همسایه دولت نوپدید ژرمانیای بزرگ در اوایل سده دوم میلادی

از آنجا که سرمتی‌ها دستاوردهای فرهنگی بزرگی داشتند و نژاد کهن شرق اروپا شناخته شدند، در سده نوزدهم جنبش بزرگی در همین سلمستان اروپایی، لهستان و لیتوانی و دیگر کشورهای اروپای خاوری با نام سرمتی‌گرایی ریشه دوانید و تا دیر زمانی نیروبخش انگیزه و پیشرفت در میان مردمان این کشورها بود.

## سلمستان در نوشته‌های ایرانی
در نوشته‌های اسطوره‌ای و دینی ایرانی، فریدون که شاه آریاییان بود، سرزمین خویش را میان ۳ فرزند خود سَلم، تور و ایرج بخش کرد نام سلم در نوشته‌های باستان به صورت «سئیریم» و «سرم» نیز خوانده می‌شده است و نام سرمان در تاریخ به صورت «سرمت» و در لاتینی «سرمتای» و سرومت آمده است یونانیان و رومیان در مورد طوایفی به کار می‌بردند که به تدریج سکاها را از نواحی جنوب روسیه بیرون راندند.

## مردمان سرمتی

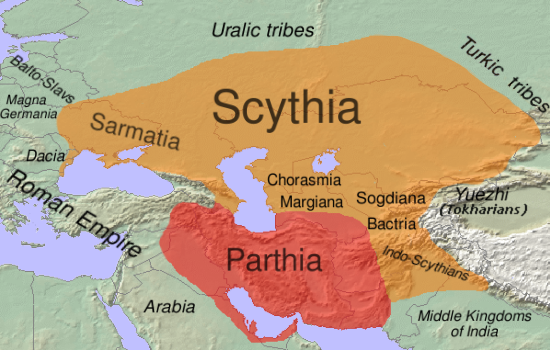
سرزمین سرمت و سکستان در سال ۱۰۰ پ.م. گستره شاهنشاهی پارت نیز در نقشه نشان داده شده.

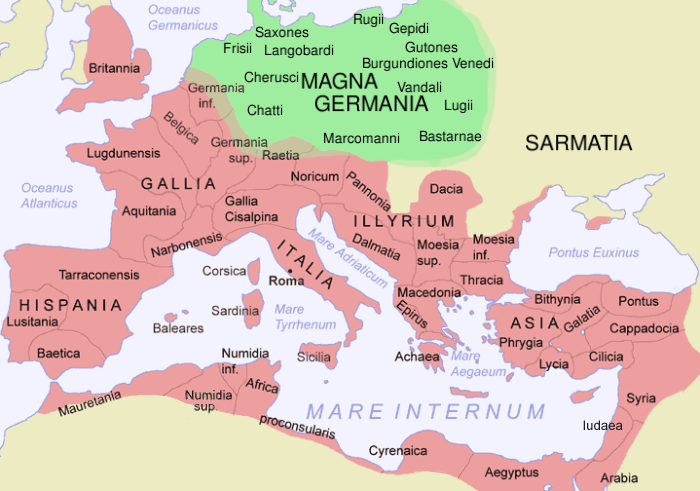
سلمستان در سده دوم میلادی

سَرمَت یا سلمستانی‌ها یکی از مجموعه اقوام باستانی ساکن استپ‌های جنوب روسیه بودند. سرمت‌ها شاخه غربی از سکاها بشمار می‌آمدند که در قرن ۴ و ۵ پیش از میلاد زندگی می‌کردند. سکاها از اقوام ایرانی نژاد بودند. اقوام و تیره‌های سرمتی از دربرگیرنده چهار نام شناخته شده ترند:
- رخش‌الان‌ها
- یازیگ‌ها
- یاسی‌ها
- آلان‌ها

این قوم پس از قرن چهارم پیش از میلاد رفته رفته با آغاز دوره مهاجرت‌ها(هون‌ها، گات‌ها) از جمعیتش کاسته شد، از میان نوادگان این قوم در آغاز قرون پس از میلاد به آلان‌ها معروف شدند و در قرون جدید آنها را با نام آسی‌ها می‌شناسند که در منطقه اوستیا زندگی می‌کنند.
گسترده‌ترین ناحیه‌ای که سرمتی‌ها در آن سکونت یافتند از یک سو سرزمین میان رودخانه ویستولا (در لهستان کنونی) تا ریزشگاه رود دانوب (در رومانی و بلغارستان امروزی) و از سوی شرق تا ولگا (در روسیه و قزاقستان فعلی) و از سوی دیگر از منطقه اسرارآمیز فرااپاختریان در شمال تا دریای سیاه (در اوکراین کنونی) و دریای خزر در جنوب بود. سرزمین‌های میان دریای سیاه و خزر تا کوه‌های قفقاز هم در محدوده آنها بشمار می‌آمد.
ریشه نام سرمت را همریشه با واژه اوستایی zarema- به معنی «پیر» دانسته‌اند و نظر زبانشناسان بر این است که این نام معنی مهتر و پیشوا را تداعی می‌کرده است.

## نوشته‌های غربی
سرزمین سلمستان چنان گسترده بود که برای نمونه، جغرافیدان نامدار یونانی، بطلمیوس اسکندرانی، نام سلمستان آسیایی و سلمستان اروپایی را همچون دو گستره به هم پیوسته در جغرافیای خود یاد نموده است. سلمستان اروپایی با آنچه در آینده به دوک نشین بزرگ لیتوانی نام گرفت سازگاری بسیاری دارد.

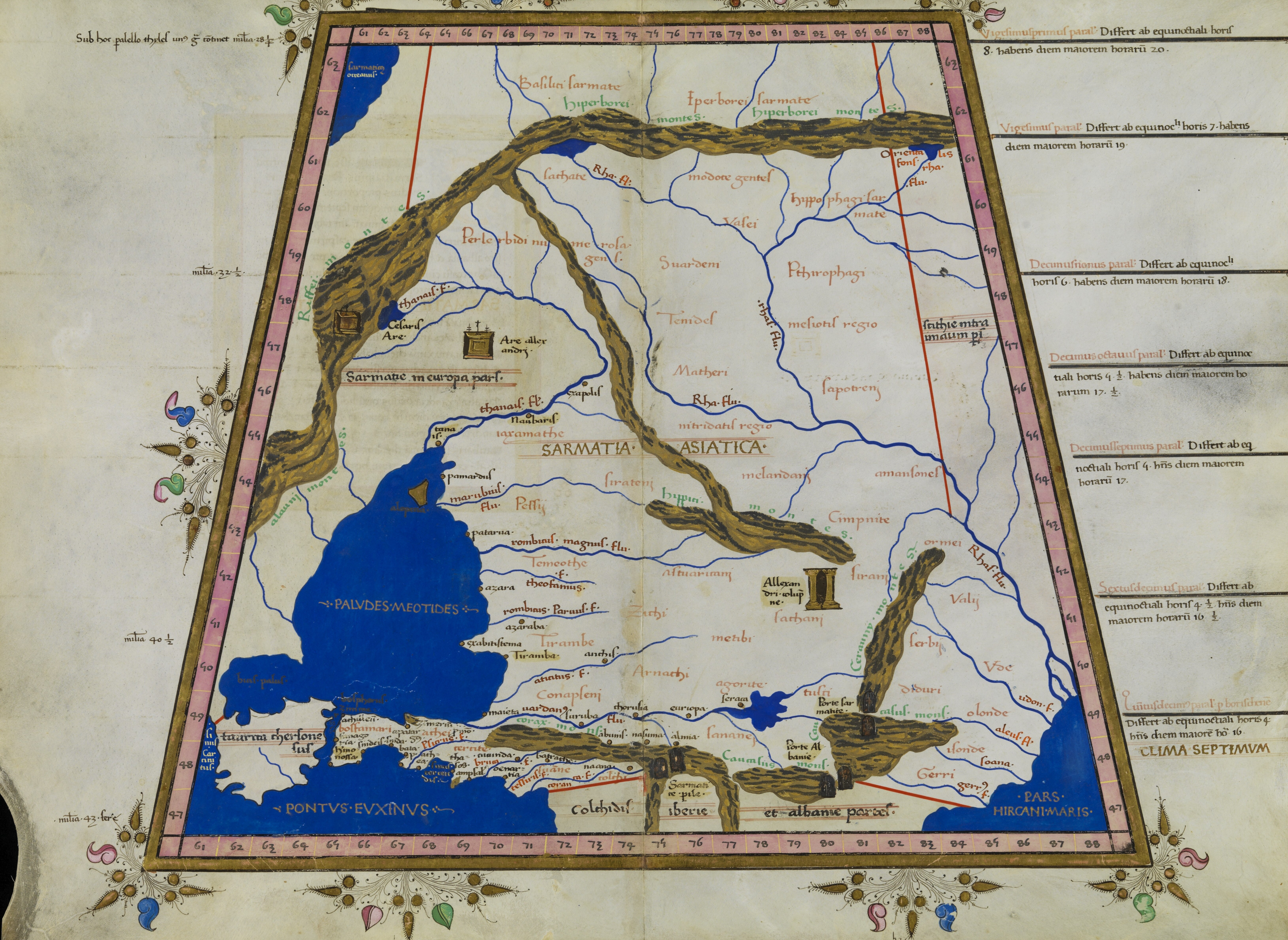
نقشه تاریخی وابسته به بطلمیوس (به لاتین) چاپ ۱۴۶۷: سلمستان آسیایی و اروپایی

## زبان
زبان سَرمَتی: از زبان‌های ایرانی شرقی. زبانی که مردمان سَرمت بدان گفتگو می‌کردند. زبان آسی بازمانده‌ای از این زبان است.